# Glenea glauca
Glenea glauca är en skalbaggsart som beskrevs av Newman 1842. Glenea glauca ingår i släktet Glenea och familjen långhorningar.
Artens utbredningsområde är Filippinerna. Inga underarter finns listade i Catalogue of Life.